# Rio Morto (vattendrag i Brasilien, Santa Catarina)
Rio Morto är ett vattendrag i Brasilien.   Det ligger i delstaten Santa Catarina, i den södra delen av landet, 1 500 km söder om huvudstaden Brasília.
Omgivningen kring Rio Morto består till största delen av jordbruksmark. Området är  ganska glesbefolkat, med 40 invånare per kvadratkilometer.